# Etta Banda
Eta Elizabeth Banda (Malawi, 1949) é uma ex-política do Malawi que foi Ministra das Relações Exteriores do país de 2009 a 2011. Antes de ingressar na política, trabalhou como profissional de saúde e administradora universitária.

## Biografia
Banda estudou na faculdade de enfermagem do Malawi e depois trabalhou nessa profissão por algum tempo. Posteriormente, ela prosseguiu com seus estudos, inicialmente na África do Sul e depois nos Estados Unidos, onde se formou com mestrado em enfermagem pela Universidade de Boston. Mais tarde, ela completou um doutorado na Universidade de Maryland. No seu regresso ao Malawi, Banda tornou-se membra do corpo docente da Escola de Enfermagem Kamuzu em Lilongwe, que faz parte da Universidade do Malawi. Sua pesquisa se concentrou no planejamento de políticas de saúde no Malawi e na região da África Austral, e atuou no conselho editorial do African Journal of Midwifery. Ela acabou sendo nomeada reitora da faculdade, e mais tarde serviu como vice-diretora e diretora.

## Carreira
Banda foi eleita para a Assembleia Nacional do Malawi nas eleições gerais de 2009, representando o Partido Democrático Progressista (DPP) no distrito eleitoral de Nkhata Bay South. Quando o presidente Bingu wa Mutharika formou seu novo gabinete em junho de 2009, ela foi nomeada Ministra das Relações Exteriores. Ela se tornou a terceira mulher a ocupar o cargo, depois de Lilian Patel e Joyce Banda. Em abril de 2011, Banda expulsou Fergus Cochrane-Dyet, o alto comissário do Reino Unido para o Malawi, após o vazamento de um telegrama diplomático no qual ele criticava o presidente wa Mutharika. Sua decisão foi tomada com o conhecimento do presidente, e ela afirmou que preferia renunciar ao cargo de ministra das Relações Exteriores do que ver seu presidente insultado impunemente. Em agosto de 2011, no entanto, o presidente wa Mutharika decidiu demitir todo o seu gabinete. Quando foi reconstituído no mês seguinte, em 7 de setembro de 2011, Banda foi omitida. Desde dezembro de 2012, Banda vive no exterior, no Reino Unido, onde ocupa um cargo sênior em uma instituição de caridade educacional.